# دوري كرة القدم النرويجي الدرجة الأولى 1967
دوري كرة القدم النرويجي الدرجة الأولى 1967 (بالنرويجية: 2. divisjon fotball for menn 1967)‏ هو موسم من الدوري النرويجي الدرجة الأولى. فاز فيه نادي فيكينغ.